# Чукам
Чукам (перс. چوکام) — дегестан в Ірані, у бахші Хомам, в шагрестані Решт остану Ґілян. За даними перепису 2006 року, його населення становило 15772 особи, які проживали у складі 4388 сімей.

## Населені пункти
До складу дегестану входять такі населені пункти:
- Бала-Махале-Чукам
- Баласкале
- Бідж
- Біджруд-Коль
- Джірсар-е-Бакер-Хале
- Джірсар-е-Чукам
- Ешкік
- Ліллях-Ка
- Меср-Дешт
- Міянколь
- Тазеабад-е-Хачекін
- Форшкі-Чукам
- Хачекін